# Carrera de destrucción

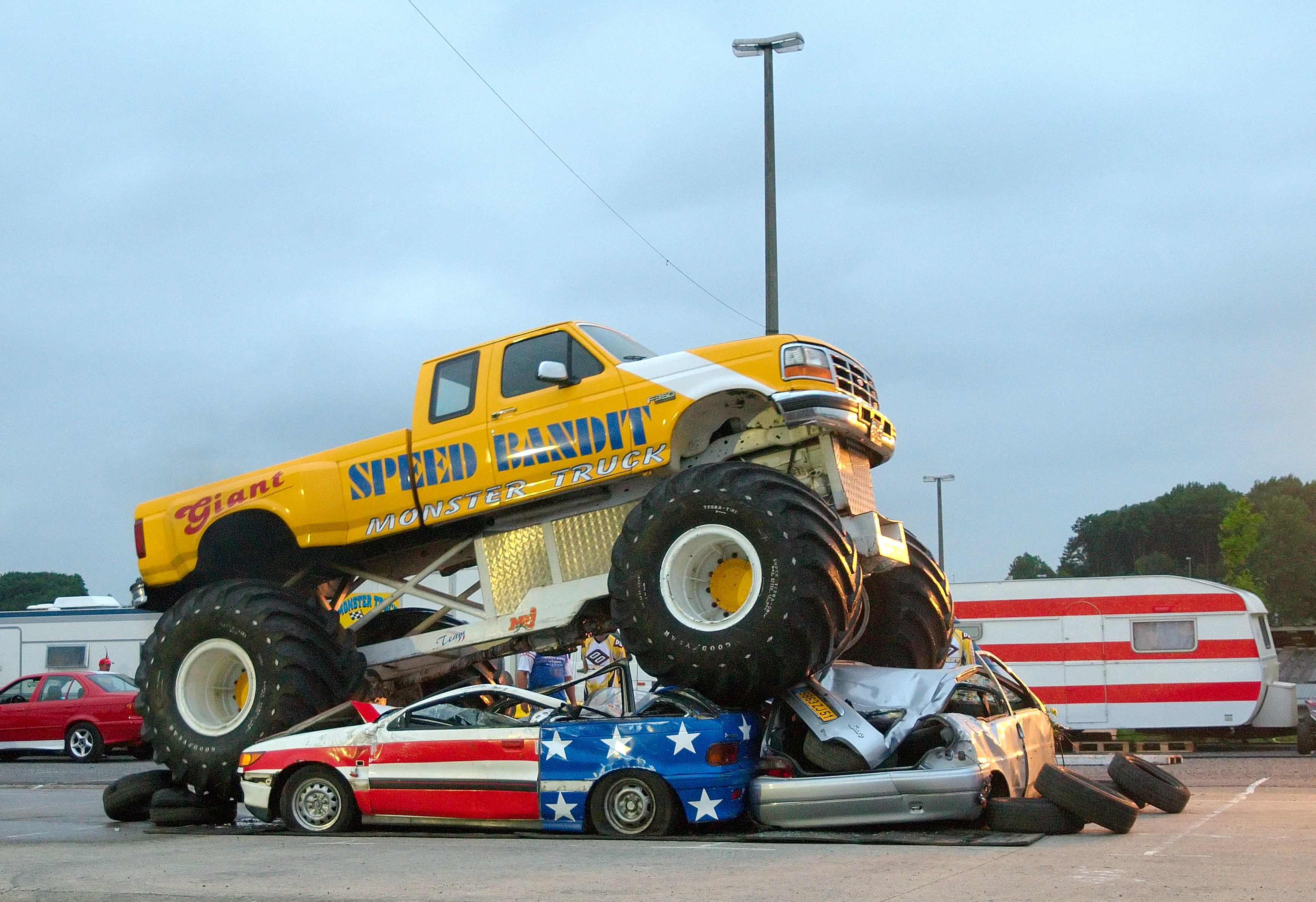
Exhibición de camionetas gigantes en Bélgica.

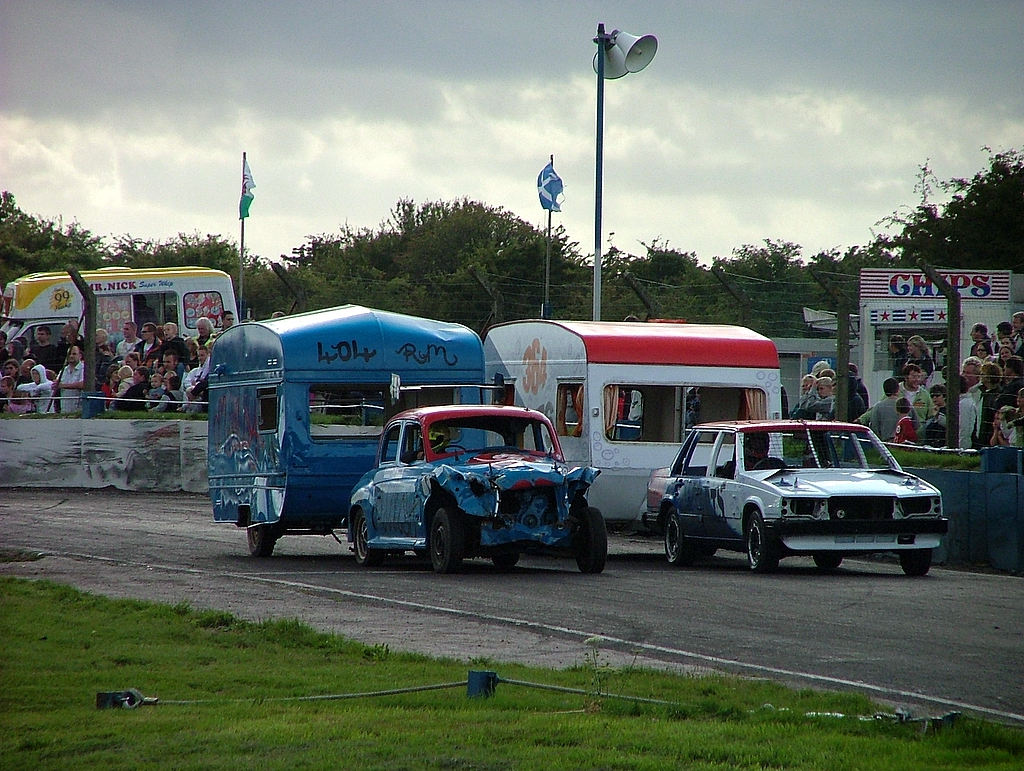
Una carrera de automóviles con remolques.

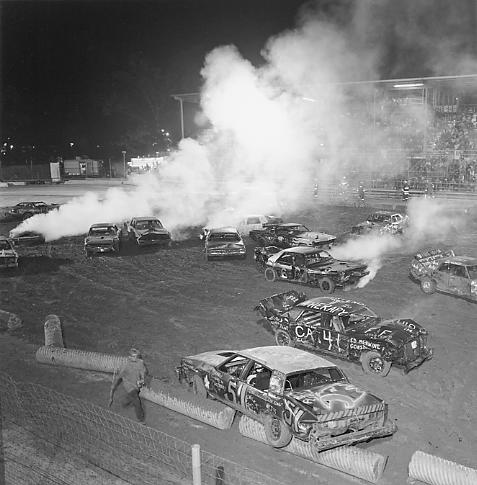
Competencia en el West End Fair Demolition Derby, Gilbert, Pensilvania. Este evento anual se lleva a cabo en tres noches sucesivas cada agosto, con aproximadamente 100 automóviles ingresados cada noche. La asistencia al evento oscila entre 2.000 y 4.000 espectadores.

Las carrera de destrucción son carreras de automovilismo en las que es esencial destruir vehículos. Para esta disciplina se usan en general automóviles de desguace, a los que a veces se agregan remolques. Las carreras de destrucción también se consideran una forma de entretenimiento deportivo.
Las carreras de demolición (en inglés: demolition derby) son una especialidad de Estados Unidos, en la cual el objetivo es destrozar a los automóviles rivales; el ganador es quien sobrevive con el automóvil funcionando. Para evitar lesiones a los pilotos, se prohíbe golpear la puerta del conductor, se eliminan vidrios y se agrega una jaula antivuelcos. El equipamiento interior y las luces también se quitan antes de correr. La zona de competencia suele ser cerrada y cubierta de tierra o barro, para disminuir la velocidad de los automóviles. Cuando se usan automóviles con motor delantero, los pilotos pueden chocar a los otros automóviles circulando marcha atrás; por esa razón se prefieren automóviles con voladizos traseros largos, tales como un sedán o un familiar.
En Europa del Norte se organizan carreras en circuitos (llamadas en inglés banger racing) en las que los pilotos deben completar la mayor cantidad de vueltas lo más rápido posible, pero se permite golpear a los rivales a propósito. En Estados Unidos existe una variante de esta modalidad en la que las pistas tienen forma de ocho con un cruce en el centro, sea a nivel o con un salto.

## Camiones monstruo
Las carreras de camionetas gigantes (en inglés: monster trucks) es un tipo de carreras que se corre con pickups equipadas con neumáticos de varios metros de altura. El objetivo es realizar un recorrido el menor tiempo posible, aplastando durante el trayecto obstáculos tales como automóviles de desguace y autocaravanas.
Existen varios videojuegos de carreras que incluyen modos de carreras de destrucción, tales como el Destruction Derby, el FlatOut 2 y el Race Driver: GRID.
- Datos: Q3023661
- Multimedia: Demolition derby / Q3023661